# Gobiosuchidae
De Gobiosuchidae zijn een familie van uitgestorven Crocodyliformes uit het Krijt, bekend uit Mongolië en Spanje.

## Naamgeving
De familie werd in 1972 benoemd door Halszka Osmólska.
In 2001 definieerde Paul Sereno een klade Gobiosuchidae als de groep bestaande uit de laatste gemeenschappelijke voorouder van Gobiosuchus kielanae en Zaraasuchus shepardi; en al zijn afstammelingen. In 2005 echter achtte hij een definitie overbodig. Desalniettemin hebben latere onderzoekers zijn oorspronkelijke definitie wel toegepast.

## Geslachten
Drie geslachten zijn momenteel ingedeeld in Gobiosuchidae: Cassissuchus, Gobiosuchus en Zaraasuchus.

## Synapomorfieën
Volgens Pol & Norell (2004) vormen gobiosuchiden een clade verenigd door de volgende synapomorfieën:
- Wandbeen zonder breed achterhoofdsgedeelte
- Afwezigheid van externe mandibulaire fenestra
- Meer dan twee parallelle rijen dorsale osteodermen
- Schedeldak zo breed als het onderste deel van de schedel
- Palpebralia aan elkaar en de voorhoofdsbeenderen gehecht, deze uitsluitend van de oogkasrand
- Buitenvlak van de opgaande tak van het jukbeen komt achteraan aan het oppervlak
- Het zijoppervlak van jukbeen heeft een lengterichel onder het onderste slaapvenster
- Het bovenvlak van de achterste buitenste tak van squamosum versierd met drie lengterichels
- Aanwezigheid van een scherpe rand langs het onderste oppervlak van het angulare
- Surangulare met een lengterichel op het bovenste buitenvlak
- Bovenvlak van de osteodermen versierd met naar voren en buiten en naar voren en binnen gerichte richels
- Nekzone aan de zijkant en onderkant omgeven door osteodermen verbonden aan de elementen van de bovenkant
- Aanwezigheid van osteodermen op de ledematen
- Gesloten, of beginnend te sluiten, bovenste slaapvenster